# Distrito de San Pedro de Lloc
El distrito de San Pedro de Lloc es uno de los cinco que conforman la provincia de Pacasmayo, ubicada en la departamento de La Libertad en el Norte del Perú. Limita por el Norte con el distrito de Pacasmayo; por el Sur con la provincia de Ascope; por el Este, con el distrito de San José; y, por el Oeste con el océano Pacífico.  Su capital, la  ciudad de San Pedro de Lloc, es a la vez capital provincial.

## Historia
El territorio del distrito perteneció en la época precolombina al territorio del gran Chimú. Durante la colonia perteneció al corregimiento de Saña, en la época republicana perteneció a la provincia de Lambayeque hasta que el 22 de marzo de 1839, por razones económicas (recaudación de contribuciones) Agustín Gamarra formó la provincia de Chiclayo en la que se encontraba incluido el distrito de San Pedro de Lloc, siendo su capital, la ciudad de Chiclayo.

### La independencia de San Pedro de Lloc
El l0 de enero de 1821, el sanpedrano José Andrés Rázuri Estévez proclamó la independencia de su pueblo en la Plaza de Armas de la ciudad frente al templo de su fe. Ahí junto con su hermano Santiago y don Ceferino Hurtado sellaron el grito de libertario apresando a las autoridades españolas de la época cuyo jefe era el realista General Gutiérrez de la Fuente que en calidad de prisionero fue entregado a Torre Tagle en la Ciudad de Trujillo
El 17 de marzo de 1821 se instala el primer ayuntamiento y el 21 de junio de 1825 es elevado a categoría de Distrito y el 23 de noviembre de 1864 es nominado Capital de la Provincia de Pacasmayo por efecto de la Ley de creación de la Provincia de Pacasmayo.
Durante la presidencia del general Juan Antonio Pezet, se anexó el distrito de la recién creada, en el ex departamento de La Libertad y que comprendía los distritos de San Pedro, Pacasmayo, Jequetepeque, San José, Guadalupe, Chepén y Pueblo Nuevo, siendo la capital la villa de San Pedro de Lloc.
La creación de la provincia se debió a los esfuerzos de José Bernardo Goyburo y Estévez y Alejandro de la Fuente y Goyburo. La separación de la provincia de Pacasmayo del departamento de Lambayeque se debió a razones socioeconómicas, expuestas en el proyecto de creación como provincia, presentada ante el gobierno por los distritos solicitantes y que obtuvo la promulgación de la ley de creación de la provincia de Pacasmayo el 23 de noviembre de 1864.
Fue elevado a la categoría de ciudad, el 28 de enero de 1871

## Geografía
El distrito de San Pedro de Lloc se encuentra situado a una altitud de 43 m s. n. m., entre los 7° 25′ de latitud sur y los 79° 30′ de longitud oeste. 
San Pedro de Lloc, es la capital de la provincia de Pacasmayo que pertenece a La Libertad. El distrito tiene 698,42 km². La población según el censo de 2005 es de 16 426 habitantes.
El territorio correspondiente al distrito de San Pedro, es ligeramente accidentado, ya que está influenciada por algunos pequeños ramales de la cordillera Occidental de los Andes (Pelagatos), presentando algunos plegamientos, levantamientos y muchos otros fenómenos propios de la erosión. Destacan en los alrededores los cerros “Pitura”, “Chilco”, “Blanco”, “Poémape", “Cañoncillo”, entre otros.
Estos accidentes del terreno se encuentran en su mayoría hacia el este, ya que la faja adjunta al litoral es completamente plana, con formaciones de médanos por efecto del viento y de la escasez de agua. 
La provincia de Pacasmayo se encuentra irrigada por las aguas del río Jequetepeque, que es de régimen irregular como casi la totalidad de los ríos de la costa peruana. Nace este río en Cajamarca bajando de las punas por el valle, formando la cuenca del mismo nombre. En la época de [lluvias] en la sierra el caudal del río Jequetepeque es apreciable; a pesar de ello, no bastan sus aguas para dar riego suficiente a todas sus tierras; de allí que no se cultive toda la tierra.
Existen lagunas que son consideradas reservorios naturales para las épocas de escasez de agua, como por ejemplo el Hornito, laguna del Muerto, laguna del Sondo, y otras más pequeñas.

## Clima
Tiene un clima cálido y seco, debido a los arenales, que recalientan durante el día el ambiente y por acción del viento tibio. Sin embargo, la temperatura es variable, oscilando de acuerdo a las estaciones de los 13 °C a los 35 °C en la sombra.
Agradable todo el año. Varía según la estación.
Temperatura promedio: entre 28 °C y 15 °C.
- Época de calor: de noviembre a marzo.
- Época de frío: de abril a octubre.

## Capital
El pueblo de Lloc fue un pueblo pescador; este pueblo se halla ubicado en las faldas del cerro denominado Poémape; años después, se trasladaron dos leguas más al norte de Poémape y fue el jefe de la parcialidad de Lloc el que inició y fundó esa nueva localidad, que se denominó Lloc en honor a su fundador.
A la conquista de los españoles, adoptaron el nombre de San Pedro agregándole de Lloc. Se fundamentó el nombre, por la analogía del oficio del santo de ese nombre con el oficio más numeroso de los pobladores. Pocos años después y bajo a dirección de los padres agustinos, recién establecidos en Guadalupe, procedieron a la construcción de un pequeño templo de adobes. Existiendo en ese lugar hasta fines del siglo XVII.
Siendo estrecho el terreno que habían elegido y estando rodeados por los arenales descendieron unas cuadras y fundaron la población en el lugar que hoy se encuentra. Nobles de la principal dinastía castellana establecieron sus cómodos solares y aportaron su cultura, influyendo esto, en el trazo de sus calles y sus holgadas mansiones que aún conservan ese abolengo de la vieja nobleza.

## Atractivos turísticos
- Casa museo Antonio Raimondi: Casa de estilo neoclásico que fuera habitada en el siglo XIX por el naturalista italiano Antonio Raimondi. Cuenta con una sala permanente en la que se expone sobre la vida y obra del científico a través de recursos lúdicos e interactivos.

Al respecto, “Raimondi llega a San Pedro de Lloc, al ser invitado por su amigo de infancia Arrigoni, para poder recuperarse de su salud, pues el clima de la ciudad podía contribuir a su mejoría. Se instaló en un dormitorio con ventana a la calle. Luego de algunos meses fallece”
Aquí también vivió el fundador de la Provincia de Pacasmayo Coronel José Bernardo Goyburu y Esteves (Propiedad de su padre Vicente Goyburu)
Martes a sábados de 9 a. m. a 1 p. m. y de 3 p. m. a 8 p. m. Jr Dos de Mayo 432.
- Chocofán: que deriva del verbo chocopani (apedrear). Fue un ayllu guerrero que defendía el ingreso al gran camino [Imperio inca|incaico]], que pasa por la base de la fortaleza de Chocofán. La fortaleza constituida por un cerro, con peñascos rojizos aislados, se eleva a 150 metros del suelo y termina en un lomo de peña viva de unos 300 metros.
- Mazanca: que se deriva de matanca (cogote); llamado así por la forma del ramal pequeño de cerros en cuyas inmediaciones está situado este caserío.

- Jatanca: nombre de la campiña de San Pedro de Lloc que termina en los médanos del lado oriental.

- Calasnique: pareja de la campiña de San Pedro que viene de “cala” (desnudo) y “nique” (tu) significa tu desnudes, porque por allí estaba los medanales, que impiden el cultivo de una gran porción de terreno que antes se cultivaban.

- La piedra escrita (Cupisnique): Está ubicada al sur de San Pedro de Lloc, y es la puerta de ingreso a la quebrada de Cupisnique, se le denomina así porque, es una piedra caliza de gran tamaño, donde todo el que visita la zona estampa su nombre allí. Es un lugar donde se pueden encontrar vestigios de cerámica Cupisnique, Chavín y Moche, también es famoso el lugar por el relato de Ricardo Palma, quien en sus Tradiciones Peruanas, narra sobre la leyenda de «Los Macuquinos de Cupisnique» donde narra el entierro de un importante tesoro, por parte de los Jesuitas, en algún lugar de esta quebrada, cuando eran expulsados del Perú, se calcula que se hallan escondidas alrededor de 200,000 monedas de oro, es también un lugar ideal para la práctica de cacería, acampada etc. <27
- San Pedro de Lloc es una ciudad embellecida con varias esculturas que, a manera de rendir homenajea los diferentes personajes de su hermoso pasado, cobran vigencia con obras realizadas, con el objeto de perennizar su memoria. Destacan entre ellas, el monumento a su hijo predilecto, Don José Andrés Rázuri, héroe de la Batalla de Junín, Escultura al sabio Antonio Raimomdi, escultura a José Escajadillo, escultura a Don Decio Oyague Neyra, Busto a Don Virgilio Purizaga Calderón , estas últimas obras realizadas por Enrique Olivera A.

## Patrimonio

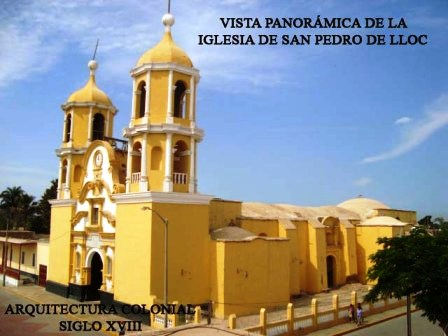
Iglesia Colonial que data del Siglo XVIII

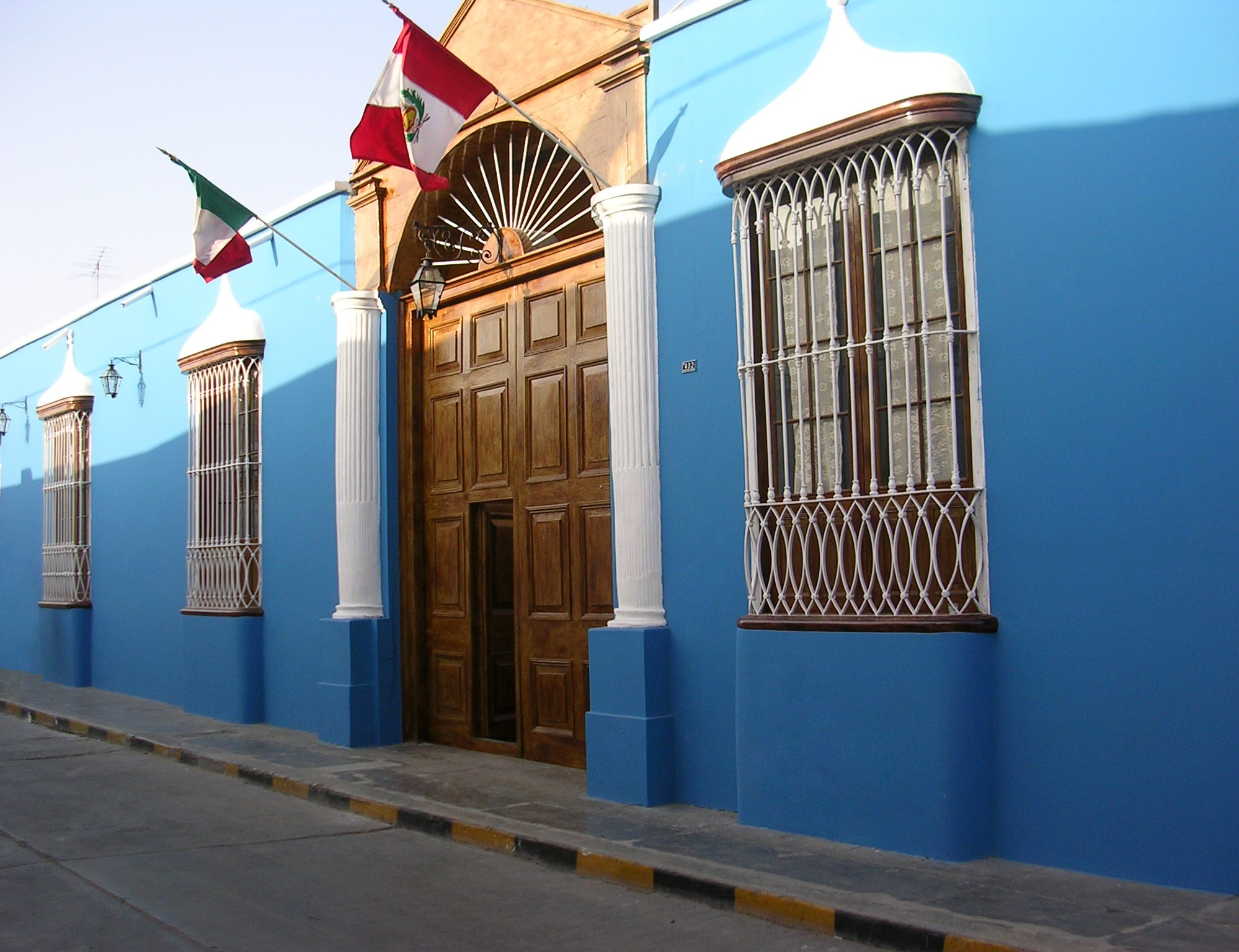
Casa donde vivió el Sabio Italiano

- Puente Arco: Está ubicado a la entrada sur de la ciudad. Es la pieza arquitectónica que caracteriza a San Pedro de Lloc, pues cuando se viene de Trujillo y luego de pasar bajo las sombras que se brindan placenteras las añosas copas de los ficus de la avenida Raimondi, se yergue altivo y acogedor el arco sobre el puente de la acequia comunal.

- Iglesia colonial de San Pedro de Lloc: Considerada como patrimonio cultural de este pueblo, data del siglo XVIII. Tiene un innumerable valor arqueológico, pues sus bellos retablos hechos de madera con decoraciones muy vistosas reflejan a ángeles y guerreros que representan la lucha que hace el bien por derrotar al mal. En su altar mayor se puede apreciar una paloma y unas llaves cruzadas que representan el poder entregado por Jesús a Pedro; también se puede observar en su interior la pila bautismal que data de los años 1 700.

En la parte exterior se aprecian dos imágenes que representan a los patrones de la ciudad y guardianes del templo Pedro y Pablo, estas dos imágenes recientemente descubiertas, acompañadas de sus dos torres, el campanario y el reloj traído desde París por don José Sevilla Escajadillo embellecen la entrada del templo y la Plaza de Armas de la ciudad.
- La casa del Niño: Es esta un moderno complejo recreativo que en su contexto presenta una piscina para adultos y una niños, juegos mecánicos infantiles, cafetería, biblioteca infantil, árboles y flores que adornan sus bellos jardines, haciendo de este lugar un verdadero paraíso para tomarse un descanso o tal vez para pegarse un baño en épocas veraniegas.

Se accede a la Casa del Niño por el Jr. Constitución, al terminar la cuadra cuatro del Jr. Dos de Mayo. Se ubica a un costado de la acequia comunal de San Pedro de Lloc, hacia el lado este.

## Patrimonio arqueológico
Esta zona se encuentra ubicada entre las pampas de San Pedro de Lloc y Paijan, este lugar llamado “Pampa de los fósiles”, está ubicado en las faldas del cerro el YUGO, lugar donde se encuentran más de 5 talleres líticos quien el hombre de la época Paleolítica trabajaba la piedra a Percusión; aquí ahora encontramos: cuchillos de mano, hachas de manos, puntas de lanzas, raspadores y peladores, hechas de cuarzos, riolita, basalto, serpentina, etc.
- Pueblo Viejo: Esta ciudadela, está ubicada en la parte este de la capital provincial de Pacasmayo - San Pedro de Lloc, entre las pampas de Jatanca y Cañoncillo, formó parte de la época INCA pero gobernada por su cacique de lloco, quien a la llegada de los españoles, los antiguos pobladores de esta zona se trasladaron del Cerro Puemape a las ruinas de Pueblo Viejo. Siendo así una población de indígenas que el año de 1540 aprox. los conquistadores le traspasaron bajo su dominio a varias tribus que hasta el día de hoy son apellidos que a través de los años siguen latentes en su  “continuidad culrural o cultura viva”, como los Yengle, Pairazamán, Chayguaque, Jatanca, Chocofán, Totero, etc.

## Artesanía
El Pellón Sampedrano, es una bella y valiosa pieza de artesanía que forma parte del apero del caballo peruano de paso. Este adorno, data de los inicios del siglo XVIII, y su fama de confección en la ciudad de San Pedro de Lloc, se remonta al siglo pasado. Muy famoso y reconocido a nivel internacional y nacional, es una prenda del apero de un caballo de paso, y se usa encima de la montura para evitar el roce de las piezas de esta misma con las piernas del jinete. Su máximo representante fue don José Eusebio Javier Solano.
Artículos de paja, sombreros y bolsas para el mercado.
Confección de artículos en cuero repujado.
Tallado de madera.
Pirotecnia.- generalmente en las fiestas patronales y/o religiosas populares y cívicas de trascendencia se nota presencia de castillos de fuegos artificiales.

## Música
San Pedro de Lloc es un pueblo que vive y añora sus buenos momentos, sus tradiciones, sus costumbres, etc.
La música es una de sus  gratas expresiones artísticas que a través de orquestas y bandas, tríos, dúos y solistas se identifican para fortalecer este bello arte en San Pedro de Lloc.
Hay referencias históricas sobre la existencia de una orquesta de cuerdas y percusión cuyo nombre era "LA LIRA SAMPEDRANA" y que algunos años después se constituye una banda de músicos en la cárcel de San Pedro de Lloc, la misma estaba conformada por presos con buen comportamiento y que los domingos daba retretas en la plaza de armas, por entonces, se le conoció como la "Banda de los Libres". A partir de los de la década de 1950 se empiezan a conocer las Bandas "Libres", "Andrés Rázuri", "Carlos Gutiérrez Noriega", "Progreso", "Santa Cecilia", "San Pedrito" "San Judas Tadeo", entre otras. A estas bandas se suma la Institución Musical "Decio Oyague Neyra" cuya organización académica le permite contar con un planteles musical de adultos, jóvenes y niños.
Mención especial merece la banda del Colegio Nacional "José Andrés Rázuri" que, en el marco de los juegos flores que organiza el Ministerio de Educación, en el año 2014, logró obtener el segundo puesto en categoría Bandas de Músicos Escolares, en la gran final realizada en Lima, bajo la dirección del profesor Robert Ventura Javier, quien contó con el apoyo asistencial del profesor Juvenal Javier Ventura..
En cuanto a orquestas, sobresalieron en San Pedro de Lloc": "Javier y sus Rítmicos", "Sonora del Ritmo", "Felipe Falla", "Son Caney", "La Pandilla", "Casino Brass", En tiempos más recientes tenemos las orquestas "Los Amigos" y "Reflejos".
Antaño, con la presencia de personajes musicales que como solistas tríos o peñas hacían el deleite del sampedrano. Era notoria la maestría del Sr "Gallo", conocido como el "Cieguito Gallo" que, con su inseparable acordeón amenizaba las mejores fiestas del pueblo. A él se sumaban los tríos que, con sus románticas canciones o criollismo, hacían suspirar a los enamorados de entonces. Se puede señalar en este aspecto a los tríos "Delta", "Heraldos Razurinos", "Los Amantes", entre otros. También se conoce que existió la peña "Mi Perú" y la Actualidad la Peña "Raíces".
Como cantantes solistas hay una serie de artistas, habiendo sobresaalido "Toño" Sosaya con "caribeños" y "Grupo 5", igualmente, Miguel Ríos Sarmiento con los "Pasteles Verdes" de Chimbote., entre otros.

## Folclore
- Gastronomía

A la hospitalidad del sampedrano, se suman sus comidas típicas, La buena sazón se une al misticismo y la tradición.
El Tamal Sampedrano, es uno de los potajes más apreciados por las personas que visitan la cálida ciudad de San Pedro de Lloc, por ello son muchos los transeúntes que dan fe de estos, pues a decir de ellos, los nuestros, son los mejores tamales de la región, Perú y el mundo.
Su peculiar preparación requiere de los secretos que heredan de sus abuelas las hermanas Reyes Mayanga que son a base de maíz blanco imperial, ají escabeche, cebolla, aceite, pollo, achote, sal, ajo, hoja de plátano, chante y otros.
- Otros potajes típicos de la ciudad son:

Cebiche de lagartijas.
Tortilla de lagartijas 
Picante de lagartijas 
Tamales y humitas.
Seco de cordero.
Pepián de pava.
Chanfainita
Arroz con pato
Sudado de lifes (pez de río).
Dulces: champús, alfañique,
Chicha de Jora, entre otros que sirven para complementar la tradición gastronómica del lugar.

## Mitología
"La rubia del Cerro Chilco o (Gringa del Cerro Chilco); cuyo desenlace final es una relación íntima entre un conductor con una hermosa mujer que recoge en el Cerro Chilco".
"El Tesoro de Cupisnique; descrito en las Tradiciones de Ricardo Palma con el título de "Los Macuquinos de Cupisnique".

## Fiestas populares
- La fiesta patronal de San Pedro y San Pablo; 28 y 29 de junio.
- Fiesta de la provincia que se celebra el 23 de noviembre.
- Carnavales; se celebran durante el mes de marzo entre barrios dentro de los cuales están como actividades principales: la parad y tumba del palo verde y el corso carnavalesco a propia iniciativa de cada barrio que con el transcurrir del tiempo ha tomado matices competitivos, siendo los más destacados y populares el del sector la venturosa, barrio Junín-Alianza e independiente, Las Maravillas.

## Deportes y juegos tradicionales
El juego de Tejas, que consiste en ubicar en un adobe de barro con una línea en el centro unas fichas de bronce (Tejos), existe una liga de Tejos que realiza un campeonato anual, jugándose cada domingo en canchas de cada club afiliado diferentes.
Se está tratando de incentivar la práctica del SanBoard, en los arenales ubicados en las pampas de San Pedro de Lloc.
Caminatas, con duración de dos a 8 horas por las dunas de San Pedro.
Excursiones a caballo.
Pesca, en las acequias, ríos, lagunas y playas de San Pedro.
Caza de palomas, y lagartijas, en los bosques cercanos.

## Playas
- Puémape

Ubicación : costa norte del Perú, Dpto. de La Libertad.
A la altura del "km 656" de la carretera Panamericana Norte por la culpa del osver
Tipo de ola : es una izquierda larga y bien formada.
Puede alcanzar los 3 m 
Características del mar: agua regularmente fría.
Temperatura promedio: 19 °C
La corriente aumenta según la fuerza de la crecida. Revienta todo el año. 
Acceso:
Vía terrestre: en el km 656 de la Panamericana Norte se toma un desvío por una pista afirmada durante unos 25 min, hasta llegar a la playa. Para todo tipo de vehículo. 
- Santa Elena: hermoso balneario ubicado a unos 7 km, de San Pedro de Lloc, al igual que Puémape santa Elena se caracteriza también porque otra parte de san pedranos la han tomado como un balneario que sirve para veranear y que gracias a un hermoso riachuelo que sirve para enjuagarse después de estar en el mar.

- El Milagro: hermosa playa, que se encuentra al noroeste de San Pedro de Lloc, esta se caracteriza por poseer unos de los micros climas más saludables de la costa norte de Perú, también es frecuentada por los veranistas de San Pedro de Lloc.

## Autoridades

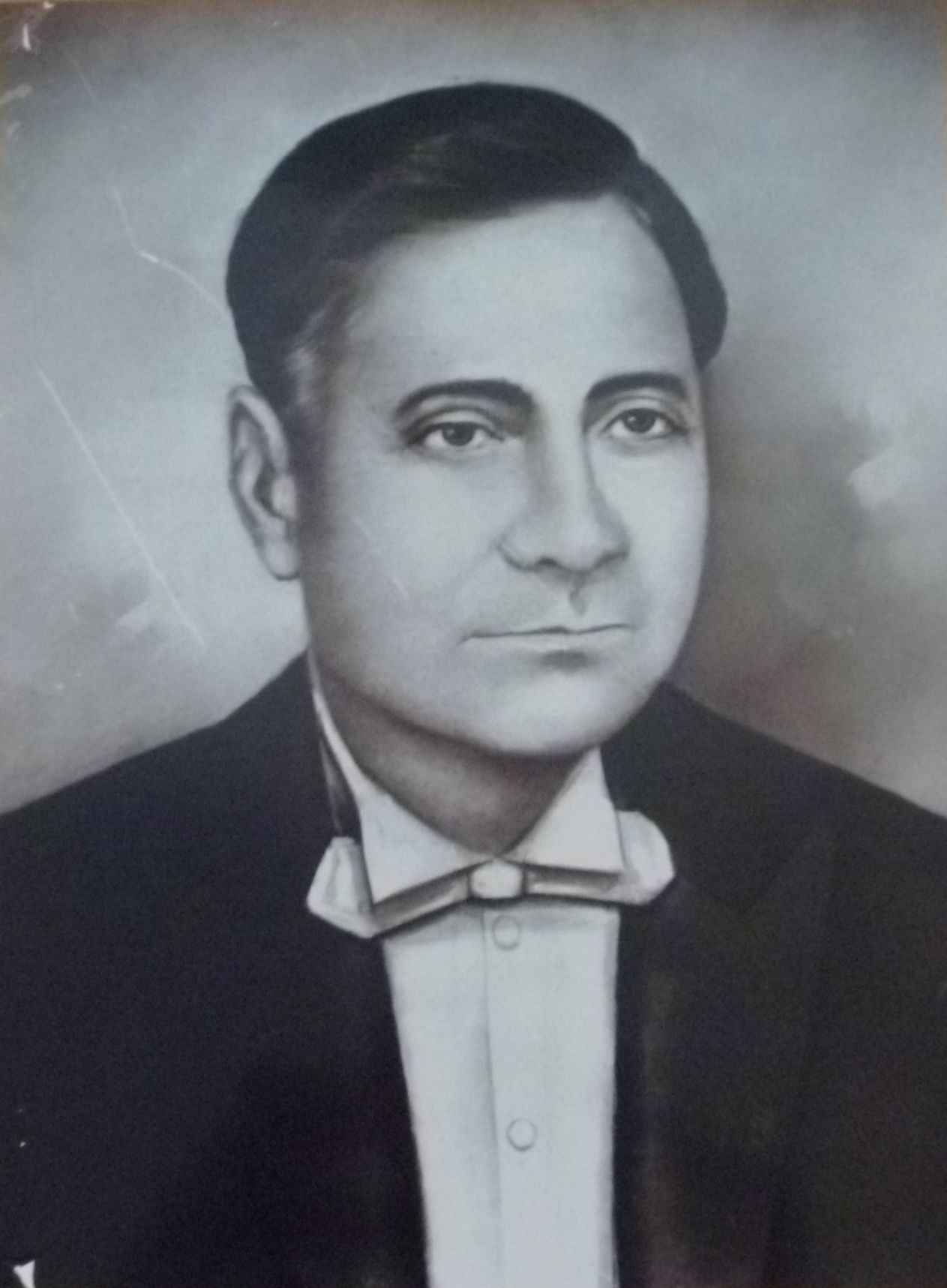
José Gervacio Barba y Estéves, Primer Alcalde Provincial de Pacasmayo (1864)

### Municipales
- 2011 - 2014 - Hugo Frederihs Buchelli Torres.
- 2015 - 2018 - Roland Rubén Aldea Huamán.
- 2019 - 2022 - Víctor Raúl Cruzado Rivera

### Policiales
- Comisario:  Mayor PNP.

### Religiosas
- Arquidiócesis de Trujillo[3]
  - Arzobispo de Trujillo: Monseñor Héctor Miguel Cabrejos Vidarte, OFM.[4]